# Campionati del mondo di atletica leggera 2005 - Lancio del giavellotto maschile
La gara di lancio del giavellotto maschile dei Campionati del mondo di atletica leggera di Helsinki 2005 si è disputata nelle giornate del 9 agosto (qualificazioni) e 10 agosto (finale).

## Podio
| Posizione | Atleta              | Paese    |
| --------- | ------------------- | -------- |
| Oro       | Andrus Värnik       | Estonia  |
| Argento   | Andreas Thorkildsen | Norvegia |
| Bronzo    | Sergej Makarov      | Russia   |

## Qualificazioni

### Gruppo A
| Pos. gruppo | Pos. globale | Nome                | Nazione     | Tentativi | Tentativi | Tentativi | Misura (m) | Note                                     |
| Pos. gruppo | Pos. globale | Nome                | Nazione     | 1         | 2         | 3         | Misura (m) | Note                                     |
| ----------- | ------------ | ------------------- | ----------- | --------- | --------- | --------- | ---------- | ---------------------------------------- |
| 1           | 1            | Sergej Makarov      | Russia      | 85,08     | —         | —         | 85,08      |                                          |
| 2           | 3            | Andreas Thorkildsen | Norvegia    | 81,45     | —         | —         | 81,45      |                                          |
| 3           | 7            | Aki Parviainen      | Finlandia   | 79,48     | X         | —         | 79,48      |                                          |
| 4           | 9            | Ēriks Rags          | Lettonia    | 78,79     | X         | X         | 78,79      |                                          |
| 5           | 10           | Guillermo Martínez  | Cuba        | 75,28     | 78,37     | X         | 78,37      |                                          |
| 6           | 11           | Mark Frank          | Germania    | 76,76     | 73,08     | 77,87     | 77,87      |                                          |
| 7           | 12           | Tomas Intas         | Lituania    | 77,08     | X         | X         | 77,08      |                                          |
| 8           | 13           | Nick Nieland        | Regno Unito | 74,61     | 76,62     | 76,71     | 76,71      |                                          |
| 9           | 15           | Stefan Müller       | Svizzera    | 76,30     | 71,54     | 69,93     | 76,30      |                                          |
| 10          | 19           | Marián Bokor        | Slovacchia  | 74,27     | 74,70     | 74,81     | 74,81      |                                          |
| 11          | 20           | Firas Al-Mohamed    | Siria       | 72,63     | X         | X         | 72,63      | Miglior prestazione personale stagionale |
| 12          | 22           | Gergely Horváth     | Ungheria    | 67,04     | 72,33     | 71,81     | 72,33      |                                          |
| 13          | 23           | Francesco Pignata   | Italia      | 71,13     | 72,17     | 66,96     | 72,17      |                                          |
| 14          | 24           | Gabriel Wallin      | Svezia      | 68,72     | 63,50     | 72,04     | 72,04      |                                          |
| 15          | 29           | Oleg Statsenko      | Ucraina     | X         | X         | 64,44     | 64,44      |                                          |
| 16          | 31           | Shaka Sola          | Samoa       | 38,31     | 41,18     | —         | 41,18      | Miglior prestazione personale            |

### Gruppo B
| Pos. gruppo | Pos. globale | Nome               | Nazione     | Tentativi | Tentativi | Tentativi | Misura (m) | Note                                     |
| Pos. gruppo | Pos. globale | Nome               | Nazione     | 1         | 2         | 3         | Misura (m) | Note                                     |
| ----------- | ------------ | ------------------ | ----------- | --------- | --------- | --------- | ---------- | ---------------------------------------- |
| 1           | 2            | Tero Pitkämäki     | Finlandia   | 82,21     | —         | —         | 82,21      |                                          |
| 2           | 4            | Andrus Värnik      | Estonia     | 74,83     | X         | 80,97     | 80,97      |                                          |
| 3           | 5            | Ainārs Kovals      | Lettonia    | X         | 80,80     | 78,05     | 80,80      |                                          |
| 4           | 6            | Alexandr Ivanov    | Russia      | 79,65     | 76,00     | —         | 79,65      |                                          |
| 5           | 8            | Scott Russell      | Canada      | 79,45     | 77,11     | X         | 79,45      |                                          |
| 6           | 14           | Christian Nicolay  | Germania    | 76,68     | X         | 72,35     | 76,68      |                                          |
| 7           | 16           | Vadims Vasilevskis | Lettonia    | 75,76     | X         | 76,16     | 76,16      |                                          |
| 8           | 17           | Lohan Rautenbach   | Sudafrica   | X         | 75,94     | X         | 75,94      |                                          |
| 9           | 18           | Li Rongxiang       | Cina        | 74,95     | X         | X         | 74,95      |                                          |
| 10          | 21           | Esko Mikkola       | Finlandia   | 71,87     | 72,54     | 71,50     | 72,54      |                                          |
| 11          | 25           | John Hetzendorf    | Stati Uniti | X         | 70,16     | 70,49     | 70,49      |                                          |
| 12          | 26           | Ronny Nilsen       | Norvegia    | 70,07     | —         | —         | 70,07      |                                          |
| 13          | 27           | Yukifumi Murakami  | Giappone    | X         | 67,84     | 68,31     | 68,31      |                                          |
| 14          | 28           | Vadim Bavikin      | Israele     | 66,03     | 66,74     | X         | 66,74      |                                          |
| 15          | 30           | Dejan Angelovski   | Macedonia   | 56,66     | 58,23     | 55,83     | 58,23      | Miglior prestazione personale stagionale |

## Finale
| Posizione | Nome                | Nazione   | Tentativi | Tentativi | Tentativi | Tentativi | Tentativi | Tentativi | Misura (m) | Note |
| Posizione | Nome                | Nazione   | 1         | 2         | 3         | 4         | 5         | 6         | Misura (m) | Note |
| --------- | ------------------- | --------- | --------- | --------- | --------- | --------- | --------- | --------- | ---------- | ---- |
| 1         | Andrus Värnik       | Estonia   | 79,06     | X         | 76,47     | 87,17     | 85,29     | X         | 87,17      |      |
| 2         | Andreas Thorkildsen | Norvegia  | 78,36     | 81,52     | 83,41     | 85,71     | 86,18     | X         | 86,18      |      |
| 3         | Sergej Makarov      | Russia    | 80,77     | 83,30     | 79,95     | 83,48     | 82,55     | 83,54     | 83,54      |      |
| 4         | Tero Pitkämäki      | Finlandia | 75,44     | X         | 79,64     | 81,27     | X         | X         | 81,27      |      |
| 5         | Alexandr Ivanov     | Russia    | 77,93     | 79,14     | X         | X         | X         | 77,12     | 79,14      |      |
| 6         | Ēriks Rags          | Lettonia  | 73,12     | 78,77     | X         | X         | X         | 77,34     | 78,77      |      |
| 7         | Ainārs Kovals       | Lettonia  | 74,05     | X         | 77,61     | X         | X         | X         | 77,61      |      |
| 8         | Mark Frank          | Germania  | 75,82     | 73,19     | 71,17     | X         | 77,56     | X         | 77,56      |      |
| 9         | Aki Parviainen      | Finlandia | 74,86     | 70,88     | X         |           |           |           | 74,86      |      |
| 10        | Guillermo Martínez  | Cuba      | 72,68     | 69,42     | X         |           |           |           | 72,68      |      |
| 11        | Tomas Intas         | Lituania  | X         | X         | 70,11     |           |           |           | 70,11      |      |
| 12        | Scott Russell       | Canada    | 62,33     | X         | 68,59     |           |           |           | 68,59      |      |